# Le Roy, Illinois
Le Roy là một thành phố thuộc quận McLean, tiểu bang Illinois, Hoa Kỳ. Năm 2010, dân số của thành phố này là 3560 người.

## Dân số
Dân số qua các năm:
- Năm 2000: 3332 người.
- Năm 2010: 3560 người.